# Amnon von Mainz
Amnon von Mainz (auch Amnon von Mentz) ist die Hauptfigur der wohl bekanntesten mittelalterlichen jüdischen Legende. 
Er soll um 940–1040 (nach dem jüdischen Kalender um 4700–4800) in Magenza (Mainz) gelebt haben.

## Die Legende

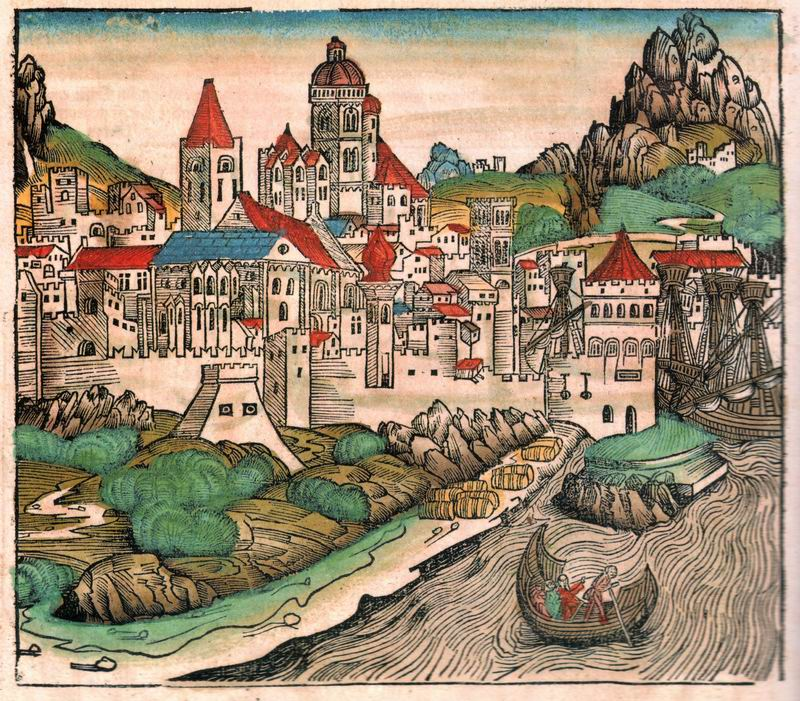
Holzschnitt von Mainz aus der Schedelschen Weltchronik (um 1493)

Amnon ist ein weltgewandter und geachteter Mainzer Jude, welchen der Erzbischof von Mainz wiederholt versucht, zum Christentum zu bekehren (anderen Überlieferungen nach ist es ein Herzog von Hessen.) Um den Bischof eines Tages wieder einmal loszuwerden, bat sich Amnon drei Tage Bedenkzeit aus, um in sich zu gehen. Kaum hatte er dies gesagt, bereute er es auch schon, da er es sich selbst als einen Zweifel an seinem eigenen Glauben auslegte.
Da aus diesem Grunde Amnon am verabredeten Tag nicht kommen wollte, ließ ihn der Erzbischof von seinen Wächtern abholen und in den Bischofssitz bringen. Amnon, untröstlich über das was er gesagt hatte, ließ den Bischof wissen, man möge ihm die Zunge abschneiden für seine Worte. Der Bischof antwortete ihm, dass er ihm die Zunge nicht abschneiden lassen würde, da sie gut gesprochen habe, dafür jedoch die Füße, weil sie nicht gekommen sind und auch die Hände und so geschah es. Anschließend ließ man den Geschändeten nach Hause tragen.
Wenig später ist Rosch ha-Schana, das jüdische Neujahrsfest. Amnon lässt sich mitsamt seinen inzwischen eingesalzenen abgetrennten Gliedmaßen in die Synagoge bringen und neben den Vorbeter setzen. Als dieser mit dem Vortrag beginnen will, unterbricht ihn Amon. Er selbst will den Namen Gottes heiligen und rezitiert laut den pijjut „Und nun lasst uns die gewaltige Heiligkeit dieses Tages schildern ...“, die des göttlichen Gerichtstages, der mit Rosch ha-Schana verbunden ist. Kaum fertig mit dem pijjut verschwindet er vor den Augen der Anwesenden, denn sein Gott hat ihn zu sich genommen. Drei Tage später erscheint Amnon jedoch dem Rabbi Kalonymos ben Meschullam, lehrt ihn dieses Gebet und beauftragt ihn, es zu seinem Andenken zu verbreiten.

## Geschichte
Die älteste Aufzeichnung dieser Geschichte findet sich in den Schriften des Israel von Krems um 1400 später im Vilnaer Talmud, die älteste gedruckte Überlieferung ist in der Machzor Roma von 1540. Von dort übernahm sie Gedalja ibn Jachja in sein Schalschelet haqabbala, von wo aus sie ihre Popularität erlangte.
Dem russischen Schriftsteller Simon Frug diente sie als Vorlage für einen Roman, Maxim Sakaschansky verarbeitete sie zu einem deutschsprachigen jüdischen Drama.